# Metacatharsius pernitidus
Metacatharsius pernitidus är en skalbaggsart som beskrevs av Müller 1941. Metacatharsius pernitidus ingår i släktet Metacatharsius och familjen bladhorningar. Inga underarter finns listade i Catalogue of Life.